# Laeliinae
Laeliinae es  una subtribu de orquídeas de la familia (Orchidaceae).  Contiene 40 géneros de orquídeas, tales como Brassavola, Laelia, Sophronitis, y Cattleya. El género Epidendrum es el más grande dentro de esta subtribu, conteniendo cerca de 1500 especies. Este es seguido por el género Encyclia, con más de 120 especies.

## Lista de géneros
Géneros y número de especies (basado en Van den Berg et al., 2005 - Genera Orchidacearum Vol. IV)
- Acrorchis Dressler, 1
- Adamantinia Van den Berg & M.W.Chase, 1
- Alamania La Llave & Lex., 1
- Arpophyllum La Llave & Lex, 5
- Artorima Dressler & G.E.Pollard, 1
- Barkeria Knowles & Westc., 17
  - Sin. Dothilophis Raf.
- Brassavola R.Br., 17
- Broughtonia R.Br., 6
  - Sin. Cattleyopsis Lem., Laeliopsis Lindl.
- Cattleya Lindl., 40
  - Sin. Maelenia Dum.
- Cattleyella Van den Berg & M.W.Chase, 1
  - Sin. Schluckebieria Braem
- Caularthron Raf., 3
  - Sin. Diacrium (Lindl.)Benth., Dothilophis Raf.
- Constantia Barb.Rodr., 5
- Dimerandra Schltr., 1
- Dinema Lindl., 1
- Domingoa Schltr., 5
  - Sin. Hartwegia Lindl., Nageliella L.O.Williams
- Encyclia Hook., 120
- Epidendrum L., 1500
  - Sin. Amblostoma Scheidw., Amblystoma Kuntze, Amphiglottis Salisb., Amphiglottium (Salisb.) Lindl. ex Stein, Auliza Salisb., Auliza Salisb. ex Small, Aulizeum Lindl. ex Stein, Coilostylis Raf., Didothion Raf., Diothonea Lindl., Epidanthus L.O.Williams, Epidendropsis Garay & Dunst., Gastropodium Lindl., Hemiscleria Lindl., Kalopternix Garay & Dunst., Lanium (Lindl.) Benth., Larnandra Raf., Minicolumna Brieger, Nanodes Lindl., Neohlemannia Kraenzl., Neowilliamsia Garay, Nyctosma Raf., Oerstedella Rchb.f., Physinga Lindl., Pleuranthium (Rchb.f.) Benth., Pseudepidendrum Rchb.f., Psilanthemum Klotszch ex Stein, Seraphyta Fisch. & C.A.Mey., Spathiger Small, Spathium Lindl. ex Stein, Stenoglossum Kunth, Tritelandra Raf.
- Guarianthe Dressler & W.E.Higgins, 4
- Hagsatera R.González, 2
- Homalopetalum Rolfe, 7
  - Sin. Pinelia Lindl., Pinelianthe Rauschert
- Isabelia Barb.Rodr., 3
  - Sin. Neolauchea Kraenzl., Sophronitella Schltr.
- Jacquiniella Schltr., 11
  - Sin. Dressleriella Brieger, Briegeria Senghas
- Laelia Lindl., 25
  - Sin. Amalia Lindl., Amalias Hofmsgg., Schomburgkia Lindl.
- Leptotes Lindl., 5
- Loefgrenianthus Hoehne, 1
- Meiracyllium Rchb.f., 2
- Microepidendrum Brieger ex W.E.Higgins, 1
- Myrmecophila Rolfe, 10
- Nidema Britton & Millsp., 2
- Oestlundia W.E.Higgins, 4
- Orleanesia Barb.Rodr., 11
- Prosthechea Knowles & Westc., 100
  - Sin. Epithecium Knowles & Westc., Hormidium Heynh., Anacheilium Hoffmgg., Euchile (Dressler & G.E.Pollard) Withner, Pseudencyclia Chiron & V.P.Castro., Panarica Withner & P.A.Harding, Pollardia Withner & P.A.Harding
- Pseudolaelia Porto & Brade, 10
  - Sin. Renata Ruschi
- Psychilis Raf., 15
- Pygmaeorchis Brade, 2
- Quisqueya Dod, 4
- Rhyncholaelia Schltr, 2
- Scaphyglottis Poepp. & Endl., 60
  - Sin. Hexisea Lindl., Cladobium Lindl., Hexadesmia Brongn., Tetragamestus Rchb.f., Reichenbachanthus Barb.Rodr., Fractiungis Schltr., Leaoa Schltr. & Porto, Pachystele Schltr., Costaricaea Schltr., Ramonia Schltr., Platyglottis L.O.Williams
- Sophronitis Lindl., 61
  - Sin. Sophronia Lindl., Lophoglottis Raf., Hoffmannseggella H.G.Jones, Hadrolaelia (Schltr.) Chiron & V.P.Castro,  Dungsia Chiron & V.P.Castro, Microlaelia (Schltr.) Chiron & V.P.Castro, Chironiella Braem, Brasilaelia Campacci
- Tetramicra Lindl., 13